# ساشا كيرشتاين
ساشا كيرشتاين (بالألمانية: Sascha Kirschstein)‏ (9 يونيو 1980 ببراونشفايغ في ألمانيا - ) هو لاعب كرة قدم ألماني في مركز حراسة المرمى. لعب مع آينتراخت براونشفايغ وإرتسغيبيرغه آوه وإنغولشتات 04 وروت فايس آهلن وروت فايس إيسن وغرويتر فورت ونادي هامبورغ ونادي هامبورغ 2 ‏ وبولي تيميشوارا ‏.

## روابط خارجية
- ساشا كيرشتاين على موقع قاعدة بيانات كرة القدم.إي يو (الإنجليزية)
- ساشا كيرشتاين على موقع بيانات كرة القدم. دي إي (الألمانية)
- ساشا كيرشتاين على موقع عالم كرة القدم.نت (الإنجليزية)